# 1929 au Manitoba
Chronologie du Manitoba
- 1925
- 1926
- 1927
- 1928
- 1929
- 1930
- 1931
- 1932
- 1933

Cette page concerne des événements d'actualité qui se sont produits durant l'année 1929 dans la province canadienne du Manitoba.

## Politique
- Premier ministre : John Bracken
- Chef de l'Opposition :
- Lieutenant-gouverneur : Theodore Arthur Burrows puis James Duncan McGregor
- Législature :

## Naissances

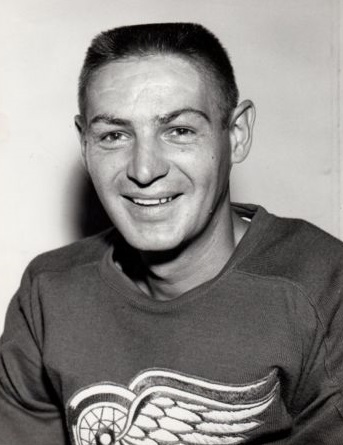
Terry Sawchuk

- 29 avril : Maurice Strong, né à Oak Lake (Manitoba, Canada) est un homme d'affaires et un homme politique canadien.

- 19 août : Leonard Evans (en), député provincial de Brandon-Est (1969-1999).

- 19 novembre : Norman Frank Cantor (né à Winnipeg – 18 septembre 2004, Miami (Floride, États-Unis) était un médiéviste. Connus pour leur style clair et agréable, les livres de Cantor comptaient parmi les ouvrages les plus lus en anglais concernant l'histoire médiévale.

- 28 décembre : Terrance Gordon « Terry » Sawchuk (né à Winnipeg - mort le 31 mai 1970) est un gardien de but de hockey sur glace de la Ligue nationale de hockey (LNH). Il a longtemps détenu le record du plus grand nombre de matches de hockey et détient le deuxième rang du plus grand nombre de blanchissages.